# 部活動 (漫画)
『部活動』（ぶかつどう）は、西田理英による日本の漫画。全20話。『コミックブレイドMASAMUNE』（マッグガーデン）にて連載された。単行本は全2巻。
2011年5月10日より無料ウェブコミック誌『EDEN』（マッグガーデン）にて「新 部活動」とタイトルを改め新作が連載された。単行本は全1巻。なお第1話のみ「委員会（仮）」のタイトルだった。

## あらすじ
とある学校の新米の体育教師・南部浩介はある部活動の顧問を任される。部活の顧問ということで張り切る南部先生だったが実はその部は何の活動をする部なのか全く分からないという奇妙な部であった。そして部長であり校内一の秀才である赤井建、大金持ちのボンボンの青山丈、単細胞で筋肉馬鹿の緑川竜といった個性的すぎる3人の部員達に様々な活動で南部先生は振り回される日々を送る。

## 登場人物

### 部活動
この漫画の主軸である部活。何部なのかは作中で明らかにされていない。部長は赤井建、顧問は南部先生。毎回赤井が何らかの議題を出し、その議題に沿って様々な活動をしていく。校内に3つの部室を所有している。部費が下りていないため、諸経費は全て南部先生の口座から引き落とされている。部員の間での連絡は基本的にのろしで行われる。最終話で強制的に廃部となるが、その直後何故か部活動は委員会となり物語は終了する。
南部浩介（なんぶ こうすけ）
主人公。新米の体育教師で、部の顧問。個性豊かな部員たちにいつも振り回されている。作中で唯一のツッコミ役。高熱を出すと霊感が強くなる。山が好きで山伏修行に参加したこともあるが「これはちょっと違うな…」と考え直した。最終話で部活の廃部が決まった際は落ち込んでいたが、その直後、部活は委員会になってしまい、再び部員達に振り回される日々を送ることになる。
赤井建（あかい けん）
部長。校内一の秀才で、メガネをかけている。部活動は全て彼が仕切り、そこに南部先生の介入する余地はない。母は茶道の師範で、家族は全員メガネをかけている。好きな食べ物は豆腐。
青山丈（あおやま じょう）
部員。大金持ちのボンボン。青山グループの跡取り息子で、カツエ先生の弟。部活はテニス部との掛け持ち。冬号に掲載された回は、彼が制服の中にベストを着ている。何故かテニス部よりもこっちの部活を優先している。
緑川竜（みどりかわ りゅう）
部員。性格は単細胞で筋肉馬鹿。実際に留年しかかった事もある。学校にも部活にもよく遅刻する。子供の頃はよくクマを相手に相撲の稽古をしていた。ペットに羊を飼っている。語尾に「じゃ」をつけるなど、古臭い喋り方をする。

### オカルト研究会
部長はファントム、顧問は寺島先生。部活中は、顧問以外の全員が仮面を被って黒いマントを羽織っている。
寺島先生
昼食は愛妻弁当。何かと南部先生の部に突っ掛かり、一方的に申し込んだ対抗戦の際にはテンションが上がり過ぎ不可解なキャラになってきたと称された。
ファントム
部長。本名は田中。赤井を目の敵にしている。
フレディ
部員。本名は早乙女純（さおとめ じゅん）。密かに赤井に思いを寄せる女子生徒。趣味は念写。オカルト研究会を辞めて、赤井と同じ部に入ろうかと悩んでいる。
ジェイソン
部員。

### その他
青山カツエ（あおやま カツエ）
音楽教師。吹奏楽部顧問で、青山の姉。
じいちゃん
緑川の祖父。昔探偵だった頃の名残で、今でも物陰から人の様子を窺う癖がある。
正木（まさき）
講演のために学校へやって来た刑事。あだ名はゴリさん。あだ名だけでなく見た感じもゴリっとしている。カツエ先生に思いを寄せている。
佐々木（ささき）
青山専属の執事。
松造（まつぞう）
緑川の飼う羊。羊毛製品に敏感。
中西昭子（なかにし しょうこ）
「新 部活動」で登場する古めかしい不良女子。

## 単行本
1. ISBN 4-86127-131-2
2. ISBN 4-86127-250-5（読切作品「つわもの」収録）
3. ISBN 978-4-86127-998-0